# Queimada (film)
Pour les articles homonymes, voir Queimada.
Pour plus de détails, voir Fiche technique et Distribution.
Queimada est un film franco-italien réalisé par Gillo Pontecorvo, sorti en 1969.
Film dramatique à caractère politique, il se veut une critique de toutes les formes de colonialisme, et met en scène une distribution composée de Marlon Brando ainsi que de nombreux acteurs non-professionnels locaux repérés sur le lieu initial de tournage à Carthagène des Indes, en Colombie.
Le titre Queimada, qui désigne l'île imaginaire des Antilles où se déroule le film, est un mot portugais qui signifie « brûlé ». Le titre d'origine du film était « Quemada », le même mot en espagnol, qui est aussi le nom d'une boisson alcoolisée forte de Galice que l'on boit après l'avoir enflammée.

## Synopsis
Queimada est une île de la mer des Caraïbes qui a été sous la domination politique et économique portugaise pendant plusieurs siècles, fondée sur l'esclavage et les plantations de canne à sucre. Au XIXe siècle, la couronne britannique, intéressée par l'expansion de son commerce dans la région, soutient la cause de l'indépendance des riches propriétaires terriens de l'île et envoie à Queimada William Walker, un agent britannique sous couverture diplomatique, pour fomenter la révolution bourgeoise. Cet homme pragmatique et intelligent réussit également à impliquer les esclaves de l'île dans la révolution, en utilisant la figure de José Dolores, un homme très charismatique parmi les dépossédés. Dans le but de remplacer le contrôle portugais par le contrôle britannique, Walker lui-même se charge d'endoctriner idéologiquement, d'armer et d'instruire José. Ce dernier, avec un petit groupe de partisans, dévalise la banque centrale et, avec le butin, prépare la révolte.
La révolution réussit, mais ce n'est pas le peuple qui gouvernera l'île : Walker a en effet mis en garde les métis de la bourgeoisie, les avertissant que le peuple ne s'arrêtera pas à l'indépendance mais exigera l'égalité sociale. C'est ainsi que se met en place le faible gouvernement de Teddy Sanchez, médiocre représentant de la bourgeoisie locale. Pour les paysans, un maître est remplacé par un autre, tandis que la misère et l'asservissement restent les mêmes. José Dolores ne supporte pas de voir ses efforts de lutte contrariés et s'impose par la force sur le trône laissé vacant par le vice-roi portugais. Mais une fois au pouvoir, il se rend compte qu'il n'a pas les moyens d'assurer l'économie de l'île, de vendre du sucre et de nourrir son peuple. Walker, dans le but d'ouvrir le commerce du sucre au marché anglais, le convainc qu'il n'est pas possible de maintenir l'économie sans le soutien actif des Blancs. Craignant d'être coupée de la civilisation et du commerce, Dolores dépose les armes et laisse Sanchez au pouvoir. Bientôt, Sanchez est brutalement remplacé par le général Prada, qui prévoit d'assujettir définitivement les paysans.
Dix ans plus tard, la révolutionnaire Dolores soulève à nouveau son peuple pour réclamer l'indépendance économique vis-à-vis de l'Angleterre et l'égalité pour tous les hommes. Walker accepte et tente de contacter son vieil allié José, mais cette fois, il est convaincu que le mouvement populaire ne peut être dompté que par l'intervention directe des canons et des troupes anglaises qui, en brûlant les plantations de canne à sucre, font sortir les émeutiers de leurs gonds. Une fois de plus, l'île est brûlée, comme le dit son nom en portugais : queimada.
Walker, après avoir capturé Dolores, lui offre une chance de s'échapper mais il refuse : il comprend qu'en le libérant, les Britanniques veulent éviter de créer un martyr pour le peuple de l'île, il accepte donc le sort de la pendaison, pour servir d'exemple aux futurs révolutionnaires. Walker, moralement vaincu, s'apprête à s'embarquer et à rentrer chez lui, mais il est poignardé par l'un des hommes de Dolores.

## Fiche technique
Sauf indication contraire, les informations mentionnées dans cette section peuvent être confirmées par la base de données cinématographiques Unifrance,  présente dans la section « Liens externes ».
- Titre original italien et français : Queimada[4],[5]
- Réalisation : Gillo Pontecorvo
- Scénario : Franco Solinas et Giorgio Arlorio
- Photographie : Marcello Gatti et Giuseppe Ruzzolini
- Montage : Mario Morra
- Directeur artistique : Piero Gherardi
- Musique : Ennio Morricone
- Effets spéciaux : Aldo Gasparri (it)
- Décors : Sergio Canevari
- Costumes : Marilù Carteny
- Maquillage : Mauro Gavazzi
- Production : Alberto Grimaldi
- Sociétés de production : Produzioni Europee Associate, Les Productions Artistes Associés
- Pays de production :  Italie •  France
- Langue originale : italien
- Format : Couleurs par Technicolor • 1,66:1 • Son mono • 35 mm
- Genre : Aventure, Drame
- Durée : 132 minutes en version intégrale originale[6]
- Date de sortie :
  - Italie : 21 décembre 1969
  - France : 27 janvier 1971
- Affiche : Jouineau Bourduge (France)

## Distribution
- Marlon Brando (VF : Michel Gatineau) : Sir William Walker, l'agent anglais
- Evaristo Márquez (es) (VF : Bachir Touré) : José Dolores, le chef des esclaves révoltés
- Norman Hill (VF : Pierre Collet) : Shelton
- Renato Salvatori (VF : Jean Fontaine) : Teddy Sanchez, le chef des riches créoles
- Dana Ghia : Francesca
- Valeria Ferran Wanani (it) : Guarina
- Giampiero Albertini (VF : Georges Atlas) : Henry
- Carlo Palmucci (VF : Daniel Gall) : Jack
- Alejandro Obregón (VF : Robert Bazil) : le major anglais
- Thomas Lyon : Alonso Prada

## Production

### Tournage
Queimada devait à l'origine être entièrement tourné à Carthagène des Indes, en Colombie. Des conditions de travail difficiles ont entraîné un dépassement du calendrier et du budget de production, ce qui a presque conduit Les Artistes Associés à licencier Pontecorvo. Marlon Brando insiste pour que le film soit terminé et donne de sa poche pour que le lieu de tournage soit déplacé au Maroc, où le film pourra être achevé à moindre coût. D'autres scènes ont été tournées à Saint-Malo, en France, dans les îles Vierges américaines et dans les studios Cinecittà.

### Attribution des rôles

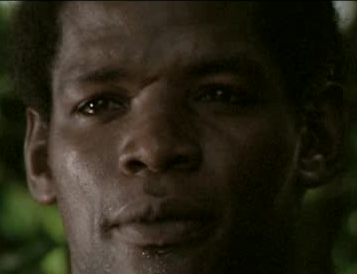
L'acteur non professionnel colombien a été expressément voulu par le réalisateur pour le rôle de José Dolores.

Dans une approche d'inspiration néoréaliste que Pontecorvo avait déjà utilisée pour La Bataille d'Alger, la distribution est composée en grande partie d'indigènes locaux illettrés dont la plupart ne savaient pas ce qu'était le cinéma. Pontecorvo cherchait spécifiquement des acteurs qui vivaient dans une condition semblable à celle des habitants des colonies exploitées par les Blancs et méfiants envers les étrangers. D'ailleurs, comme l'a raconté Pontecorvo lui-même, lorsque l'équipe de production a aperçu le gardien de troupeaux Evaristo Márquez (es) lors d'un repérage et a tenté de l'approcher pour lui proposer le rôle de l'antagoniste dans le film, il a fui, craignant on ne sait quoi. Il a fallu une heure de poursuite pour lui faire comprendre les intentions pacifiques du réalisateur, et une heure pour le convaincre de travailler dans le film. Alberto Grimaldi avait initialement suggéré Sidney Poitier pour le rôle de José Dolores, mais Gillo Pontecorvo a insisté pour faire jouer Márquez à la place.
Marlon Brando avait la possibilité de décrocher un rôle dans Butch Cassidy et le Kid et L'Arrangement d'Elia Kazan, mais il a préféré travailler sur ce film. Il a également dû refuser un rôle majeur dans La Fille de Ryan en raison des retards de production de ce film. Dans son autobiographie Brando : les Chansons que m'apprenait ma mère, il affirme que « C'est dans Queimada que j'ai fait une de mes meilleures prestations d'acteur » ; « Il a dit de Pontecorvo qu'il était l'un des trois meilleurs réalisateurs avec lesquels il avait travaillé, avec Elia Kazan et Bernardo Bertolucci ».
La version exportée en anglais du film dure 112 minutes, soit 17 minutes de moins que la version originale italienne. Brando a été doublé par Giuseppe Rinaldi pour la version italienne. La voix de Brando ne peut être entendue que dans la version courte en langue anglaise.

### Scénario
Dans le scénario original, l'île (fictive) de Queimada était un protectorat espagnol, comme l'étaient de nombreuses colonies historiques des Antilles. Le gouvernement franquiste a fait pression sur les réalisateurs pour qu'ils modifient le scénario, et comme le Portugal représentait une part considérablement plus faible des recettes potentielles du film que l'Espagne, les producteurs ont fait ce qui était économiquement opportun en faisant des Portugais les méchants. Le concept original se reflète toujours dans le fait que les personnages portent des noms espagnols et parlent la langue espagnole.
À la même époque où se déroule l'histoire fictive du film, un cas réel d'impérialisme a eu lieu : un soldat mercenaire, portant le même nom que le personnage de Queimada, William Walker (1824-1860), a réussi, avec un groupe d'aventuriers, à conquérir le Nicaragua et à le gouverner par le biais du gouvernement fantoche du président Patricio Rivas, qui a ensuite été remplacé par Walker lui-même, qui est devenu le 6e président de l'État du Nicaragua. Le président américain Franklin Pierce reconnaît le régime illégal de William Walker le 20 mai 1856. Avec le soutien de l'Amérique du Nord, Walker organise ensuite une expédition d'environ mille mercenaires pour tenter de conquérir quatre autres États : Guatemala, Honduras, Costa Rica et El Salvador. L'entreprise est soutenue financièrement par des hommes d'affaires américains qui contrôlent le transport commercial de l'Atlantique au Pacifique. Walker sera fusillé au Honduras en 1860.
D'après l'analyse de Biagio Giordano dans 30 Film da riscoprire, le protagoniste dépeint dans le film est dépassé par son absence d'idéal :

« William Walker, dans chaque action, est guidé exclusivement par le calcul froid et rationnel des conséquences que l'on peut prévoir et des avantages que l'on peut en tirer ; les considérations sur ce qui est bon ou mauvais sont pour lui une faiblesse inutile et hypocrite.
Sa méthode est efficace et semble vouée à une victoire inexorable, mais le chemin qu'il emprunte devient de plus en plus étroit et tortueux, il reconnaît de plus en plus clairement que les idées maîtresses de sa civilisation sont la couverture d'intérêts mesquins et inhumains.
L'agent de Sa Majesté britannique se sent de plus en plus dépassé par l'absence d'un idéal qui justifierait d'une manière ou d'une autre les immenses souffrances imposées par la guerre. José Dolores, son antagoniste, poursuit au contraire avec la ténacité de l'instinct une valeur primordiale récemment redécouverte, au-delà de laquelle il entrevoit le sang et la douleur, mais qu'il ne veut plus perdre, le rêve de la liberté. »

— Biagio Giordano

## Accueil critique
La critique a fait en grande partie l'éloge du film. C'est « un film engagé, tant par son spectacle que par son contenu » et pour ses thèmes que l'on pourrait qualifier de didactiques, traçant également les derniers signes de cette saison de cinéma engagé qui a eu lieu dans l'Italie des années 1960. D'après S Borelli : « C'est indéniablement un grand film, mais plus encore l'incarnation d'une saison pleine de passions civiles vibrantes et d'élans libertaires généreux ».

« Queimada est un film dur. La violence de l'armée et des troupes britanniques est épouvantable : on y voit l'incendie de villages, l'utilisation de chiens contre les rebelles et le déracinement de la population. D'autre part, les rebelles montrent également un esprit ouvert à la lutte violente. Les anciens esclaves ne sont pas tous frères ; au contraire, les troupes de l'État indépendant établi qui traquent les rebelles sont majoritairement noires et certaines d'entre elles se moquent cruellement de Dolores prisonnier. La réussite historique du film réside dans le fait qu'il raconte des histoires à la fois spécifiques et générales, et qu'il offre une vue d'ensemble des changements de classe et de pouvoir et du rythme des transformations historiques »

— Natalie Zemon Davis
Le film, dont l'action se déroule au XIXe siècle, fait de nombreuses références politiques à l'actualité des années 1960. Les références allusives à la guerre du Viêt Nam, à la révolution cubaine et au marxisme en font un film ouvertement de gauche, raison pour laquelle il a été considéré par certains critiques comme excessivement propagandiste et populiste. D'après Tullio Kezich, « Leur film est décidément laid, en ce sens que, comparé à l'attention pointilleuse d'un Elio Petri, par exemple, le style de Pontecorvo n'a jamais été aussi bâclé et médiocre, banal et générique... Dans Queimada, le colonialiste Brando, personnification de l'impérialisme et donc du mal, parle avec la voix de Karl Marx, Frantz Fanon, Che Guevara et ainsi de suite. Toutes les phrases "historiques" de la révolution sont là, dans un défilé interminable qui finit par faire sourire ou rire franchement ».